# 官渡镇 (翁源县)
官渡镇，是中华人民共和国广东省韶关市翁源县下辖的一个乡镇级行政单位。

## 行政区划
官渡镇下辖以下地区：
官渡社区、六里社区、河边村、官渡村、坪田村、五四村、下榕角村、突水村、新南村、新北村、新陂村、东三村、坑尾村、镇仔村、下陂村、华东村、新跃村、龙船村、联盟村、利龙村和社背村。